# Битва при Джахі
Битва при Джахі була великою наземною битвою між військами фараона Рамсеса III та народами моря, які мали намір вторгнутися та завоювати Єгипет. Битва сталася на східному кордоні Єгипту в Джахі (сучасний південь Лівану) на восьмому році правління фараона Рамзеса III або приблизно у 1178 році до нашої ери.
У цій битві єгиптяни під проводом Рамсеса III перемогли війська народів моря, які намагалися вторгнутися в Єгипет сушею та морем. Майже всі згадки про битву були знайдені у заупокійному храмі Рамсеса III у Медінет-Абу. Опис битви та полонених детально задокументовано на стінах храму, де також міститься найдовший із відомих ієрогліфічних написів. На храмових рельєфах зображено багато зв’язаних полонених, переможених у битві.

## Передумови
Битва відбулася під час Катастрофи бронзової доби, тривалого періоду загальнорегіональних посух, неврожаїв, депопуляції, вторгнень і розпаду міських центрів. Цілком імовірно, що зрошувані землі Нілу залишалися родючими та були привабливими для сусідів Єгипту. У цей час народи моря атакували та грабували держави Близького Сходу.
Рамсес III відбив напад лівійців на західний кордон Єгипетської імперії на п’ятому році свого правління (1181 р. до н. е.). Багато цивілізацій 12 століття до н.е. були знищені народами моря та іншими мігруючими народами. В цей період загинула Хеттська імперія, Мікенська цивілізація та багато інших культур.
Народи моря рухалися по східному Середземномор’ю, вони атакували узбережжя Анатолії, Кіпру, Сирії та Ханаану, перш ніж вторгнутися в Єгипет у 1180-х роках. Їх описували як великих воїнів, і деякі дані свідчать про те, що вони мали високий рівень організації та військової стратегії. Єгипет був в особливій небезпеці, тому що загарбники хотіли отримати не тільки здобич і майно, але й саме захопити території Єгипту, тому що Єгипет мав хороші ґрунти та видобуток золота. Єгипетські джерела говорять про те, що жодна інша країна не встояла перед народами моря, про що свідчать написи з заупокійного храму Рамсеса III у Медінет Абу.

## Битва
Перед битвою народи моря розграбували васальну державу хеттів Амурру, яка була розташована поблизу кордону Єгипетського царства. Це дало Рамсесу III час підготувати країну до очікуваного вторгнення. Хеттолог Тревор Брайс пише, що «сухопутні війська народів моря рухалися на південь вздовж левантійського узбережжя та через Палестину, коли їх зупинили війська Рамзеса на єгипетському кордоні в Джахі в місцевості, що пізніше буде відома як Фінікія».

## Наслідки битви
Хоч битва і закінчилася перемогою єгиптян, війна Єгипту з народами моря ще не була скінчена. Народи моря атакували Єгипет своїм морським флотом навколо дельти Нілу. Загарбники зазнали поразки в битві при Дельті, під час якої багатьох з них було вбито єгипетськими лучниками або витягнуто з човнів і вбито на берегах річки Ніл армією Рамсеса III.
Попри ці воєнні перемоги, Єгипет не зміг завадити їм оселитися у східних частинах свого царства через десятиліття. Після цього конфлікту та наступної битви з лівійськими племенами, що вторглися на 11 рік правління Рамсеса III, скарбниця Єгипту була спустошена, і царство ніколи не змогло повністю оговтатися від цього. Єгипетське правління над Азією та Нубією буде назавжди втрачене менш ніж як через 80 років після правління Рамсеса III за Рамсеса XI, останнього царя Нового царства Єгипту.

## Рельєфи
Єгипетські рельєфи, що зображують битву в заупокійному храмі Рамсеса III у Медінет-Абу надають багато інформації про битву. Зображені єгипетські війська, колісниці та допоміжні війська, що борються з ворогом, який також використовував колісниці, дуже схожі за конструкцією на єгипетські.